# 聖若澤杜卡爾薩杜

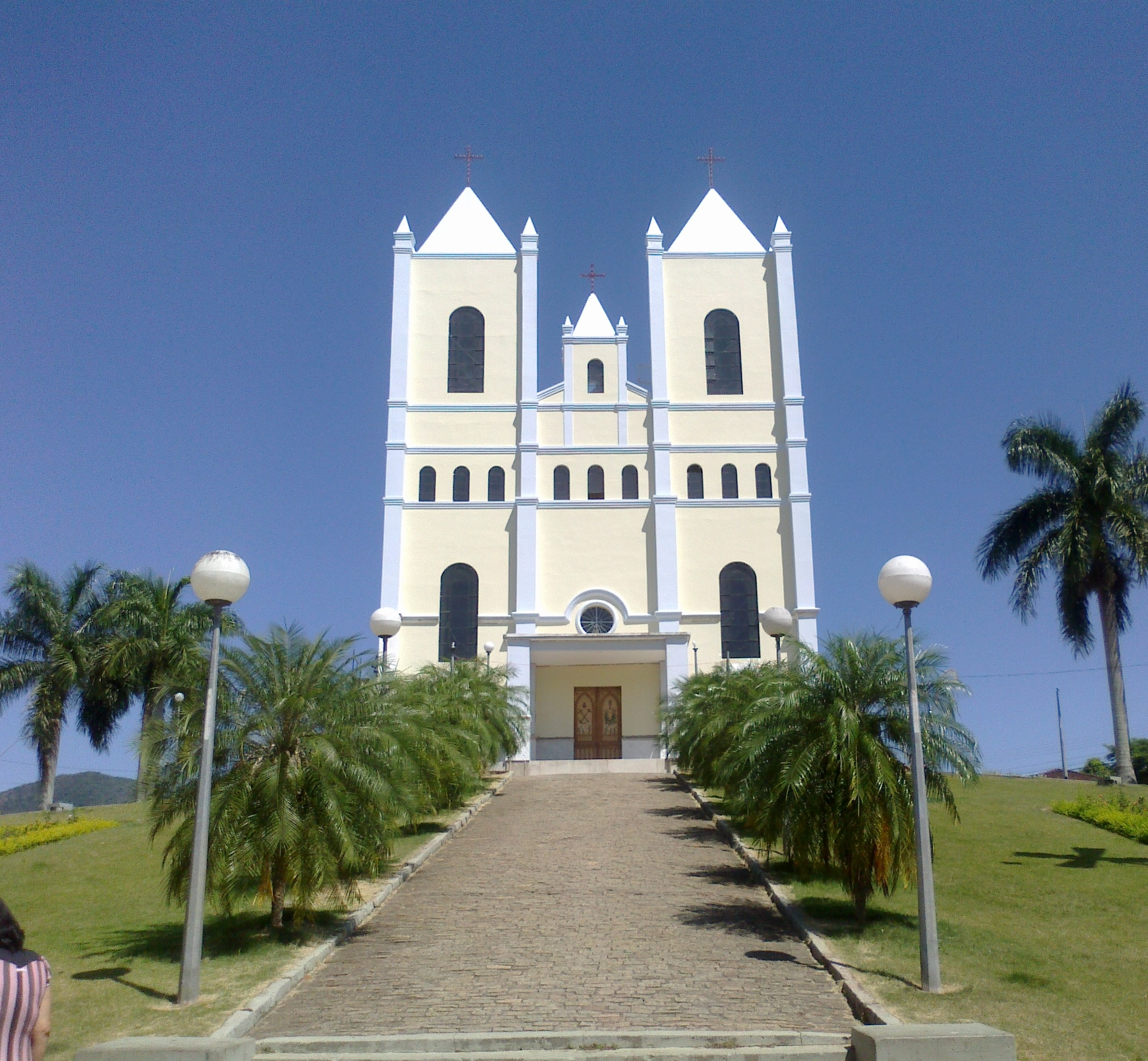
聖若澤杜卡爾薩杜

21°01′30″S 41°39′14″W / 21.02500°S 41.65389°W
聖若澤杜卡爾薩杜（葡萄牙語：São José do Calçado），是巴西東南部的一座城鎮，由聖埃斯皮里圖州負責管轄，始建於1855年11月5日，面積273平方公里，海拔高度320米，2010年人口10,417，人口密度每平方公里38.19人。